# Tolono
Tolono is een plaats (village) in de Amerikaanse staat Illinois, en valt bestuurlijk gezien onder Champaign County.

## Demografie
Bij de volkstelling in 2000 werd het aantal inwoners vastgesteld op 2700. In 2006 is het aantal inwoners door het United States Census Bureau geschat op 2784, een stijging van 84 (3,1%).

## Geografie
Volgens het United States Census Bureau beslaat de plaats een oppervlakte van 4,8 km², geheel bestaande uit land. Tolono ligt op ongeveer 206 m boven zeeniveau.

## Plaatsen in de nabije omgeving
De onderstaande figuur toont nabijgelegen plaatsen in een straal van 16 km rond Tolono.